# زبان کریتسی
زبان کریتسی یا قرزی (انگلیسی: Kryts language) (Kryc) یک زبان ساموری از خانواده زبان‌های قفقازی شمال شرقی است که در بخش‌هایی از شهرستان قوبا کشور جمهوری آذربایجان توسط ۶۰۰۰ تن در سال ۱۹۷۵ صحبت می‌شد.  
کریتسی در خطر انقراض است که توسط اطلس زبان‌های جهان در خطر یونسکو به عنوان "به شدت در معرض خطر" طبقه‌بندی شده است.